# James Arthur (Mathematiker)
James Greig Arthur CC FRSC FRS (* 18. Mai 1944 in Hamilton, Ontario) ist ein kanadischer Mathematiker, der mit der Verallgemeinerung der Selbergschen Spurformel auf beliebige halbeinfache Gruppen eines der wichtigsten Werkzeuge zur Verfolgung des Langlands-Programms geschaffen hat.
James Arthur studierte an der University of Toronto und promovierte 1970 bei Robert Langlands in Yale (Analysis of tempered distributions of semisimple Lie groups of real rank 1). Er lehrte als Instructor an der Princeton University, war Assistant Professor an der Yale University sowie Professor an der Duke University in den 1970er Jahren und war seit 1978 Professor an der University of Toronto. 1976/77 war er am Institute for Advanced Study.
1998 fungierte er als Invited Speaker auf dem Internationalen Mathematikerkongress in Berlin (Towards a stable trace formula) und 1983 in Warschau (The trace formula for noncompact quotient). 1976/77 war er Sloan Research Fellow. Er ist Fellow der American Academy of Arts and Sciences (2003), der Royal Society of Canada (1980) und der Royal Society (1992). Von 1975 bis 1977 war er auch Guggenheim Fellow (2000). 2002 wurde er Ehrendoktor der Universität Ottawa. 1998 hatte er den Aisenstadt Chair am CRM an der Universität Montreal, 2001 hielt er die Whittmore Lectures in Yale und 1993 war er Jeffrey-Williams Lecturer der Canadian Mathematical Society.
1999 erhielt er die Canada Gold Medal for Science and Engineering, 1987 den Synge Award der Royal Society of Canada und 1997 den CRM-Fields-PIMS Prize. 1982 war er E. W. R. Steacie Fellow. 1999 erhielt er den Faculty Award of Excellence der Universität Toronto, sowie 2003 den G. de B. Robinson Award für A note on the automorphic Langlands group, worin er auf eine Vermutung von Langlands über die Existenz einer Erweiterung der universellen Galoisgruppe in der Theorie automorpher Formen eingeht und einen möglichen Kandidaten für diese Gruppe präsentiert sowie gleichzeitig einen Kandidaten für Komplexifizierung von Grothendiecks motivischer Galoisgruppe.
2000 erhielt er die Wilbur Cross Medal der Yale University. 2005/06 war er als Nachfolger von David Eisenbud Präsident der American Mathematical Society.
Arthur wurde als Plenarsprecher auf dem Internationalen Mathematikerkongress 2014 in Seoul ausgewählt (L-functions and automorphic representations). Ebenfalls 2014 wurde er als ausländisches Mitglied in die National Academy of Sciences gewählt. 2015 wurde ihm der Wolf-Preis für Mathematik zuerkannt. Für 2017 erhielt er den Leroy P. Steele Prize for Lifetime Achievement der American Mathematical Society.